# Parafia wojskowa św. Pawła z Tarsu w Helu
Parafia wojskowa św. Pawła z Tarsu na Helu – nieistniejąca rzymskokatolicka parafia wojskowa, funkcjonująca w latach 1997–2013 na terenie miasta Helu, w dekanacie Marynarki Wojennej Ordynariatu Polowego Wojska Polskiego. 

## Historia
Parafia została erygowana 21 października 1997 dekretem Sławoja Leszka Głódzia, ówczesnego biskupa polowego Wojska Polskiego. Pierwszym proboszczem i kapelanem 9 Flotylli Obrony Wybrzeża mianowany został ks. kmdr ppor. Czesław Olszak.  
Od 1 kwietnia 2004 do 3 marca 2013 proboszczem parafii był ks. kmdr por. Jan Maliszewski, który  pełnił jednocześnie posługę kapelana w Garnizonie Władysławowo. Ostatnim proboszczem, od 3 marca do 1 września 2013 był o. ppor. Marek Janus OFM.   
1 września 2013 parafia wojskowa pw. św. Pawła z Tarsu w Helu zakończyła funkcjonowanie.  
Siedzibą parafii pw. św. Pawła z Tarsu w Helu była kaplica św. Brata Alberta w 115 Szpitalu Wojskowym w Helu. Większość praktyk religijnych odbywała się jednak w kościele Bożego Ciała w Helu.